# Hugo Landsberger
Hugo Landsberger, pseudonym Hans Land (25. srpna 1861 Berlín – 31. srpna 1939 Berlín) byl německý židovský spisovatel, editor, filmový scenárista, herec a režisér.

## Životopis
Hugo Landsberger byl synem rabína Julia Landsbergera (1822–1894) a Agnes rozené Herzbergové (1830–1908). Měl čtyři sestry: Elisu Meÿerheimovou (1854–1938), Nanny Schulzovou (1864–1935), Saru Wolffovou (1865–1942) a Helenu (1870).
Absolvoval Joachimsthaler Gymnasium v Berlíně. Studoval literaturu a historii na univerzitách v Lipsku a Berlíně. Byl v kontaktu s dělnickým hnutím; skutečnost, že přednášel dělnickým odborům, vedla k jeho vyloučení z Berlínské univerzity. Hugo Landsberger přešel k psaní literárních děl, která publikoval pod pseudonymem „Hans Land“ a některá z nich se objevila jako předtisky v sociálně demokratických a syndikalistických novinách. Udržoval spojení s naturalistickým hnutím (včetně kruhu básníků Friedrichshagener) a podporoval hnutí Volksbühne. Navázal úzké přátelství s hercem Josefem Kainzem. R. 1901 se v Berlíně oženil s herečkou Lolou Rameau, vlastním jménem Linou Pulvermacherovou (1872). Měl dvě děti: Daniela a Mariannu Coronu.
V letech 1898–1901 vydával Hugo Landsberger týdeník Das neue Jahrhundert. Od roku 1905 byl členem redakční rady Reclams Universum-Bibliothek, v období 1909–1911 členem představenstva Neue Freie Volksbühne. Od 20. let 20. století žil v Berlíně-Halensee. Zemřel tam v roce 1939 ve svém bytě v Kronprinzendamm 11. 
Byl autorem románů, povídek a divadelních her, které byly zpočátku silně ovlivněny autorovou společenskou angažovaností. Pozdější díla, jako úspěšné svazky Stürme a Staatsanwalt Jordan byla spíše připisována zábavné literatuře. Od r. 1913 byl aktivní ve filmu; napsal četné scénáře k celovečerním filmům, hrál v několika filmech a režíroval film Storms z roku 1913.

## Dílo
- Die am Wege sterben, Berlin 1889
- Amor Tyrannus, Berlin 1889
- Stiefkinder der Gesellschaft, Berlin 1889
- Der neue Gott, Dresden [u. a.] 1891
- Sünden ..., Berlin [u. a.] 1892
- Die heilige Ehe, Berlin 1893 (spoluautor Felix Hollaender)
- Die Richterin, Berlin 1893
- Mutterrecht, Berlin 1894
- Die Tugendhafte, Berlin 1895
- Um das Weib, Berlin 1896
- Schlagende Wetter, Berlin [u. a.] 1897
- Von zwei Erlösern, Berlin 1897
- Und wem sie just passieret ..., Berlin 1899
- Liebesopfer, Berlin 1900
- Bande!!, Berlin 1902
- Sonnenwende und andere Novellen, Berlin [u. a.] 1904
- Artur Imhoff, Berlin 1905
- Fäulein Gelbstern, Berlin 1905
- Ja – die Liebe, Wien [u. a.] 1906
- Königliche Bettler, Berlin 1906
- Stürme, Berlin 1909
- Flammen und andere Geschichten, Berlin 1911
- Alfred von Ingelheims Lebensdrama, Breslau 1914
- Staatsanwalt Jordan, Berlin 1915
- Friedrich Werders Sendung, Berlin 1917
- Das goldene Friedelchen, Berlin [u. a.] 1917
- Wanda, Berlin 1917
- Das Mädchen mit dem Goldhelm, Berlin 1918
- Flammen aus der Tiefe, Breslau [u. a.] 1919
- Spartacus, Hamburg 1919
- Tyrannei der Schatten, Hamburg [u. a.] 1919
- Der Liebe Golgatha, Hamburg 1921
- Mutas Glück und Schuld, Berlin [u. a.] 1921
- Der Aufstand des Spartacus, Leipzig 1922
- Entgleist, Berlin 1922
- Der Fall Gehrsdorf, Stuttgart [u. a.] 1922
- Das Mädchen aus dem goldenen Westen, Stuttgart [u. a.] 1922
- Liebe ohne Grenzen, Berlin 1924
- Des Königs Pflegesohn, Berlin-Schöneberg 1925
- Der Liebeskäfig, Berlin 1925
- Die singende Hand, Berlin-Schöneberg 1926
- Der Fechter von Capua, Berlin-Schöneberg 1927
- Alexander Forescu, München 1928
- Mayas Traum und Erwachen, Leipzig 1928
- Kampf um Eva, Berlin 1930

### Filmové scénáře
- Friedrich Werders Sendung (1916)
- Das goldene Friedelchen (1916)
- Königliche Bettler (1917)
- Der Richter (1917)
- Die Richterin (1917)
- Der junge Goethe (1918)
- Der Ring der drei Wünsche (1918), spoluautor  Emil Rameau
- Die singende Hand (1918)
- Die Sünde (1918)
- Die Kleine vom Film (1922)
- Das Mädchen aus dem goldenen Westen (1922), spoluautor Hans Werckmeister
- Die Affäre der Baronesse Orlowska (1923), spoluautor  Hans Werckmeister
- Der Liebeskäfig (1925), spoluautor  Helmuth Ortmann
- Staatsanwalt Jordan (1926)
- Wenn das Herz der Jugend spricht (1926)
- Die Hochstaplerin (1927)

### V češtině
- Právo matky – přeložil J. E. Šlechta. Praha: Právo lidu, 1900[2]
- Ztracená – úvod František Sekanina; př. J. O. Novotný; in: 1000 nejkrásnějších novel... č. 43. Praha: Josef Richard Vilímek, 1913
- Králův levoboček: román falešného prince – př. František Páta. Praha: Vladimír Orel, 1932[3]